# RIM-162 ESSM
RIM-162 ESSM(Evolved Sea Sparrow Missile)는 군함을 대함 미사일로부터 방어하기 위해 RIM-7 시스패로 미사일을 개조한 함대공 미사일이다. ESSM은 스패로우 미사일보다 더 강력한 로켓 부스터를 갖고 있고, 유도 체계에서 최신 기술을 채용하여 이지스 시스템, APAR 시스템에서 사용할 수 있다.
ESSM은 기존의 Mk 41 VLS에 4발이 한 발사대에 들어가기 때문에, 시스패로 보다 4배의 미사일을 탑재할 수 있다. 그러나 대한민국의 광개토대왕급 구축함은 Mk 48 mod2 VLS를 사용하며, 여기엔 RIM-162C ESSM을 한 발씩 장전할 수 있을 뿐이다.
ESSM은 많은 동맹국에서 사용될 것이다. 첫 계약자는 미국과 호주이다. 사용을 결정한 다른 국가로는 덴마크, 네덜란드, 일본, 독일, 노르웨이가 있다. 사용 결정을 논의중인 나라는 캐나다, 뉴질랜드, 그리스, 스페인, 터키가 있다.

## 역사
당초 미해군과 미공군은 스패로우의 업그레이드 버전인 AIM-7R을 계획했었다. 이것은 레이다/적외선 시커를 장착한 것이었다. 그러나 이 계획은 1996년 12월, AIM-120 암람을 대량구매하기로 함으로써 취소되었다.
레이시온은 시스패로의 새로운 업그레이드를 제안했다. RIM-7R ESSM(Evolved Sea Sparrow Missile)이 그것이다.
새버전의 시스패로는 기존의 RIM-7P의 유도부분을 유지한 채, 기존의 8인치 직경에서 10인치 직경으로 두꺼워졌다. 중간에 있던 날개를 제거하고, 스탠다드 미사일과 비슷한, 긴 꼬리 핀으로 교체하여, 이것이 유도제어를 하게 하였다. 이로 인하여 더욱 기동성이 좋아졌다.
새로운 시스패로의 변형은 너무 많이 달라졌기 때문에, 제식번호가 변경되었다. RIM-162 ESSM으로 바뀌었다.

## 운용국
- 미국 - 600발 이상
- 오스트레일리아
- 독일
- 네덜란드
- 노르웨이
- 일본

### 장치 통합 중
- 캐나다
- 뉴질랜드
- 덴마크
- 그리스
- 스페인
- 튀르키예

## 무장량
Mk 41 수직발사대 1셀에 미사일을 한발씩 장전할 수 있는 SM-2하고는 달리, ESSM은 1셀에 4발을 장전할 수 있는 편이성이 장점이다.

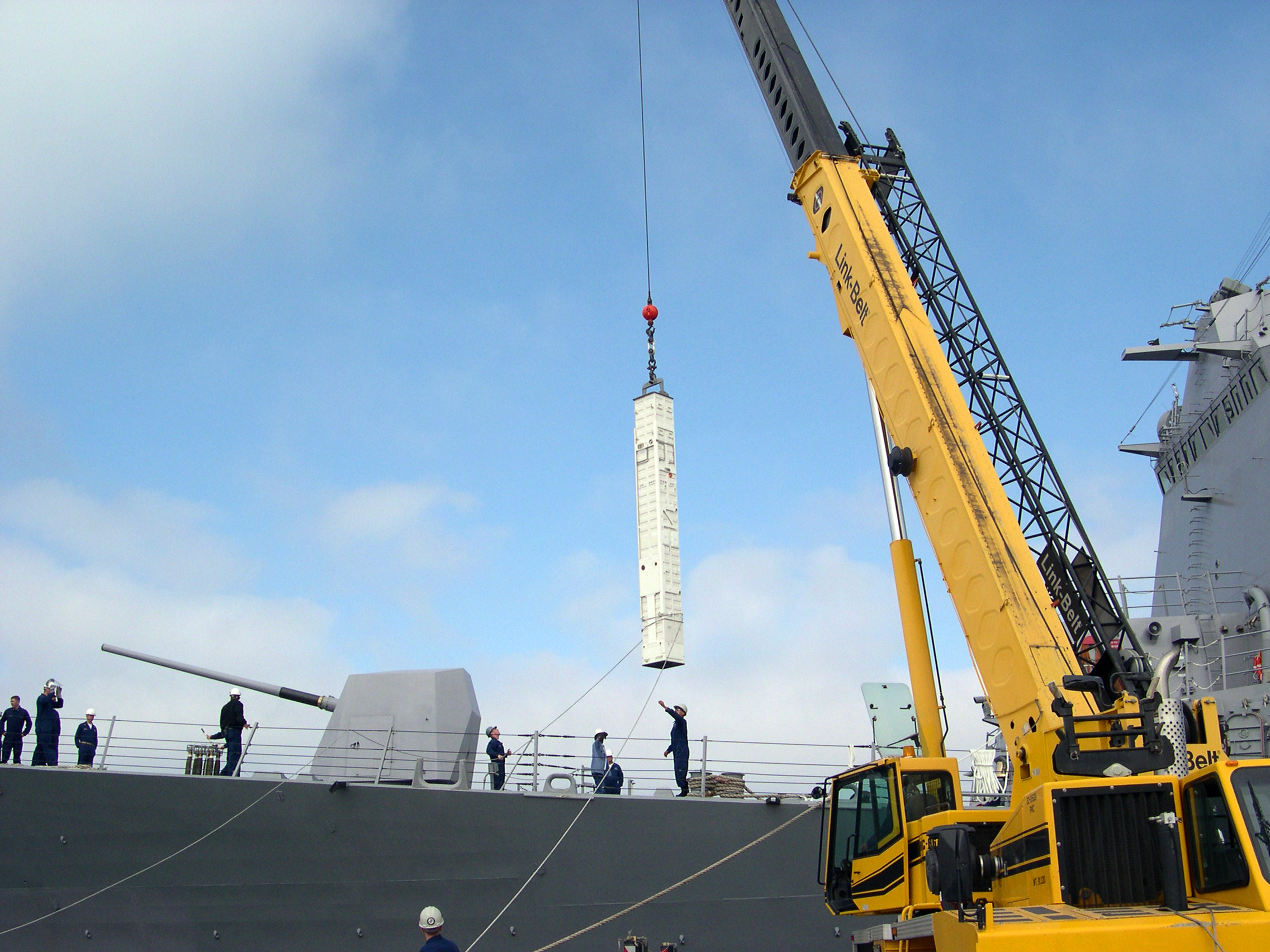
2004년 5월 5일, 미국 구축함의 마크 41 수직발사대에 장전되고 있는 RIM-162 ESSM. 마크 41 수직발사대는 한국의 충무공이순신급 구축함과 세종대왕급 구축함에서도 사용된다.

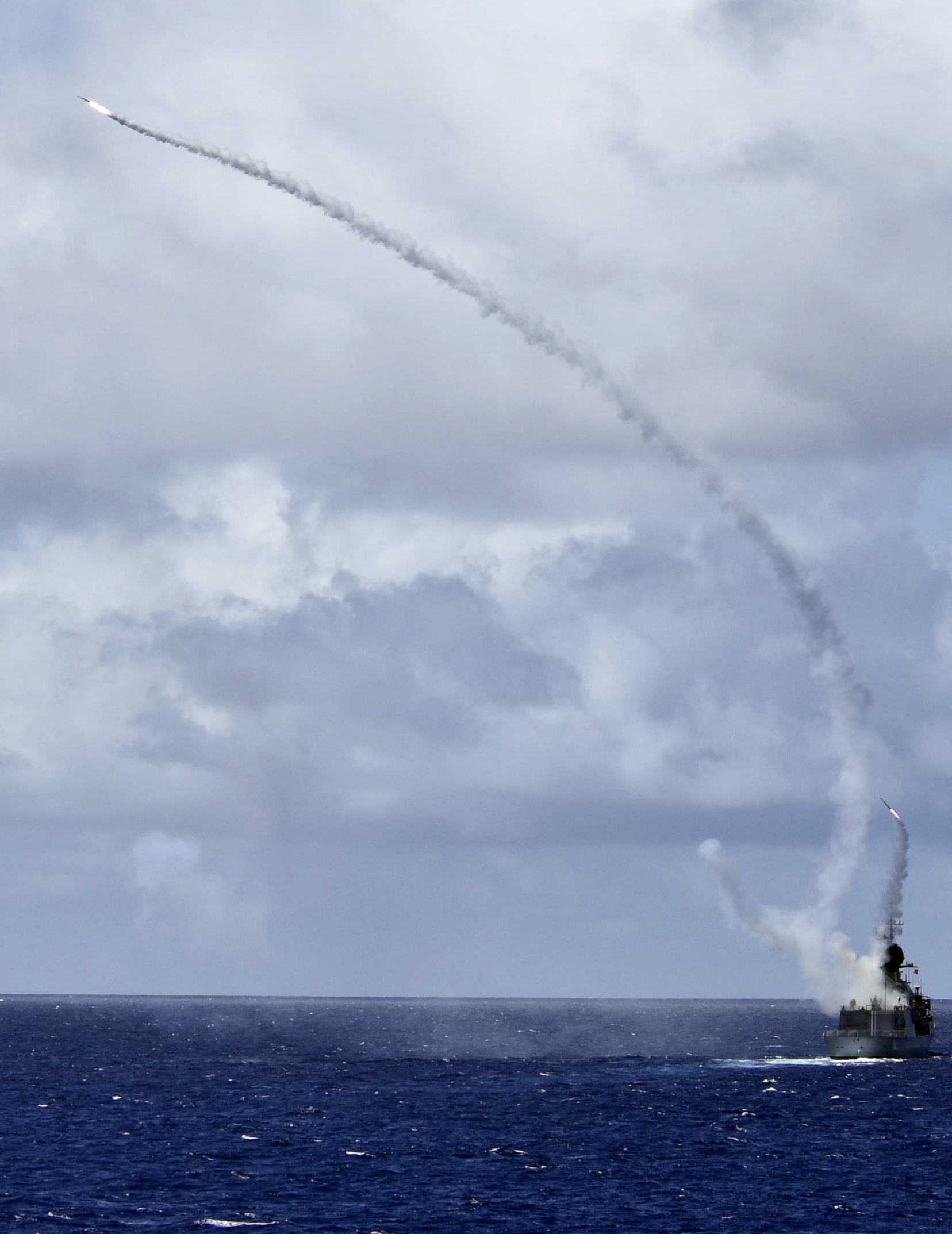
호주 프리깃함 HMAS Ballarat, 개량형 시스패로우 미사일 두 발 발사, 2016

## 제원
- 길이: 3.66m
- 직경: 25.4cm
- 무게: 280kg
- 최고속도: 마하 4
- 최대사정거리 : 50km
- 중력가속도 한계 : 50G
- 유도 방식 : 반능동 레이다, 관성 항법 장치, 데이터링크
- 가격 : 64만 달러

## 같이 보기
- AIM-7 스패로우
- RIM-7 시 스패로우
- 이지스 시스템
- 스탠다드 미사일